# فندق إمبريال
فندق إمبريال هو فندق 5 نجوم يقع في فيينا،النمسا.